# Abou Simbel
Ne doit pas être confondu avec Temples d'Abou Simbel.
 (avril 2021).
Si vous disposez d'ouvrages ou d'articles de référence ou si vous connaissez des sites web de qualité traitant du thème abordé ici, merci de compléter l'article en donnant les références utiles à sa vérifiabilité et en les liant à la section « Notes et références ».
Abou Simbel (arabe أبو سنبل ou أبو سمبل : Le père de l'épi) est une ville égyptienne située à l'extrême sud du pays, au bord du lac Nasser, à 290 km au sud-ouest d'Assouan.

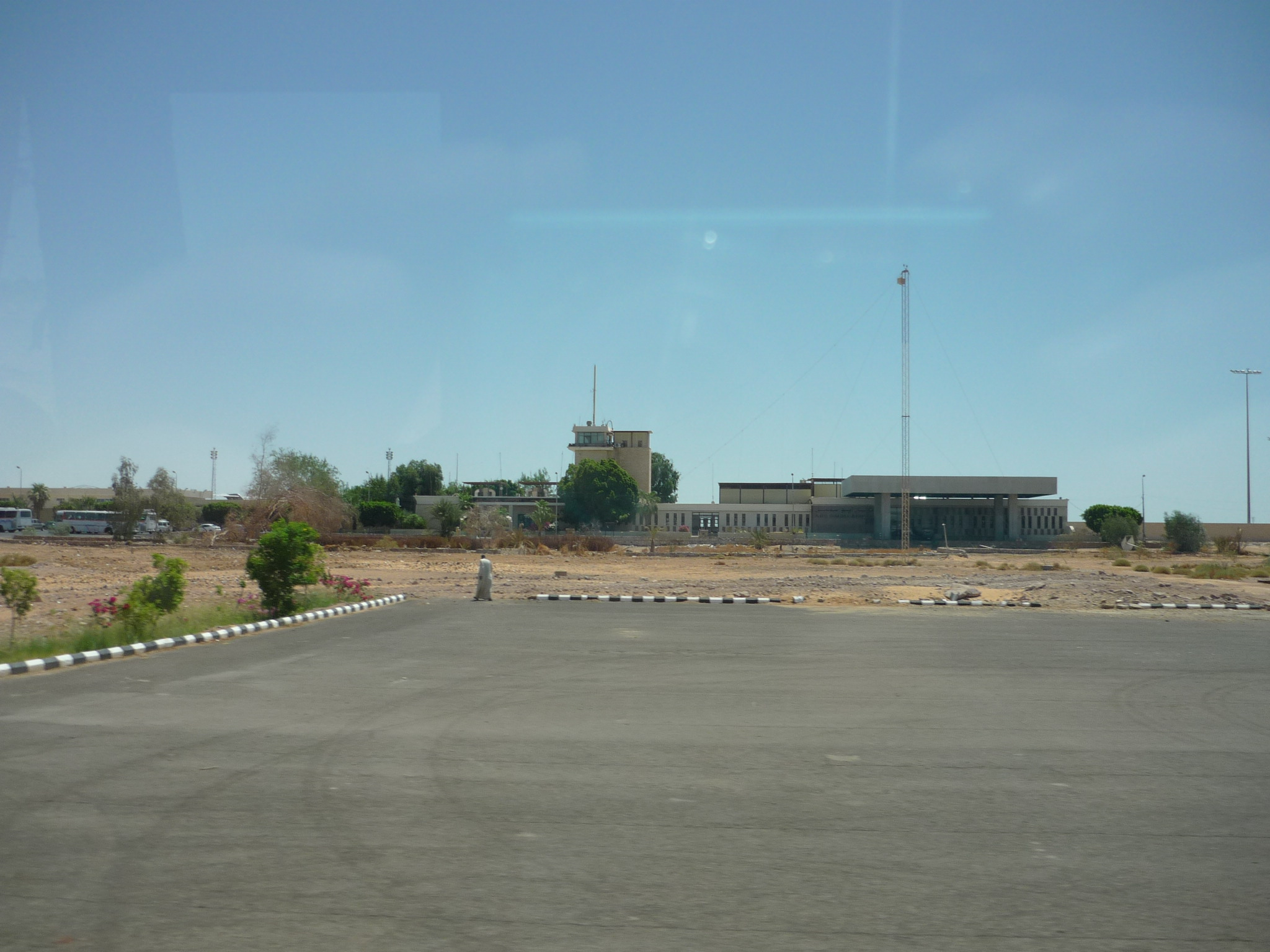
L'aéroport d'Abou Simbel

## Toponymie
Abou Simbel est le nom arabe d'Ibsamboul, (ou graphie Ypsamboul donnée par Villiers de L'Isle-Adam dans l'Ève future) que les Égyptiens nommaient Abochek et les Grecs, Abcocis.

## Situation
Abou Simbel est située en Basse-Nubie, dans la région d'Assouan, sur la rive gauche du Nil, à proximité de la frontière avec le Soudan. On y accède en avion (via l'aéroport d'Abou Simbel) depuis Le Caire ou depuis Assouan. On peut également y accéder par la route depuis Assouan.

## Temples d'Abou Simbel
Les temples d'Abou Simbel sont un site antique notoire. De l'ancienne ville subsistent presque intacts deux temples que Ramsès II (XIXe dynastie) fit creuser dans le grès de la montagne occidentale, face au Nil.
Le grand temple, précédé de quatre colosses assis représentant le pharaon, était consacré à Rê, Amon et Ramsès II. La première salle du temple est une salle hypostyle, où l'on trouve une statue d'Osiris, la salle suivante est consacrée au dieu Ptah.
Le petit temple ou temple d'Hathor est précédé de six statues debout figurant le pharaon et sa femme Néfertari.
Menacés d'être submergés en raison de la construction du haut barrage d'Assouan, ces temples ont été découpés bloc par bloc (1 305 blocs dont certains atteignaient trente tonnes) et remontés 64 m au-dessus de leur emplacement primitif sur un escarpement artificiel (1963-1968) à la suite d'une campagne de protection lancée par l'Unesco.

## Nabta Playa
À une centaine de kilomètres à l’ouest dans le désert se trouvait à Nabta Playa un site mégalithique daté du Néolithique, qui aurait été un observatoire astronomique préhistorique. Les mégalithes ont été transplantés sur un nouveau site proche du Nil afin de les protéger contre les dégradations causées par le tourisme.